# Aleksiej Wasiljew (dyplomata)
Aleksiej Nikołajewicz Wasiljew (ros. Алексе́й Никола́евич Васи́льев, ur. 1880, zm. 1941) – radziecki dyplomata.
Od 1904 członek SDPRR, bolszewik, od 1 sierpnia 1923 do 29 sierpnia 1925 ambasador nadzwyczajny i pełnomocny ZSRR w Mongolii, 1925-1926 konsul generalny ZSRR w Mukdenie, później pracownik Wydziału Wschodniego Komitetu Wykonawczego Kominternu.